# بوسكيوي
بوسكيوي (بالفرنسية: Bucquoy)‏ هي بلدية تقع في إقليم باد كاليه من منطقة نور با دو كاليه في شمال فرنسا. تبلغ مساحة هذه المدينة 20.8 (كم²)، وترتفع عن سطح البحر 124 م، يبلغ عدد سكانها 1567 نسمة حسب إحصاء المعهد الوطني للإحصاء والدراسات الاقتصادية سنة 2009 م. وترأس Pierre Colle البلدية خلال فترة (2008-2014).